# Mattia Pellegrin
Mattia Pellegrin (* 8. Juni 1989 in Cavalese) ist ein ehemaliger italienischer Skilangläufer.

## Werdegang
Pellegrin nahm von 2007 bis 2016 vorwiegend am Alpencup teil. Dabei holte er zwei Siege und belegte in der Saison 2012/13 den sechsten Platz in der Gesamtwertung. Sein erstes Weltcuprennen lief er im Dezember 2012 in Canmore, welches er auf dem 19. Platz im 15-km-Massenstartrennen beendete und damit auch seine ersten Weltcuppunkte holte. Dies ist zugleich seine beste Platzierung im Weltcupeinzel. Die Tour de Ski 2012/13 beendete er auf dem 54. Rang. Bei den Nordischen Skiweltmeisterschaften 2013 im Val di Fiemme belegte er den 38. Platz im 50-km-Massenstartrennen. Bei den Olympischen Winterspielen 2014 in Sotschi erreichte er den 36. Rang über 15 km klassisch. Im Februar 2015 errang er bei den Nordischen Skiweltmeisterschaften 2015 in Falun den 23. Platz im 50-km-Massenstartrennen. Ebenfalls 2015 siegte er bei Toblach–Cortina über 30 km klassisch. Letztmals im Weltcup startete er bei der Tour de Ski 2016, wobei er den 45. Platz belegte.

## Persönliches
Pellegrin ist der Bruder von Sebastiano Pellegrin, der ebenfalls als Skilangläufer aktiv war.

## Erfolge

### Siege bei Continentalcup-Rennen
| Nr. | Datum            | Ort      | Disziplin            | Serie    |
| --- | ---------------- | -------- | -------------------- | -------- |
| 1.  | 16. Februar 2013 | Rogla    | 10 km klassisch      | Alpencup |
| 2.  | 24. Februar 2013 | Hirschau | 20 km klassisch Mst. | Alpencup |

### Siege im Rollerski-Weltcup
| Nr. | Datum              | Ort           | Disziplin                  |
| --- | ------------------ | ------------- | -------------------------- |
| 1.  | 19. September 2014 | Val di Fiemme | 10,4 km klassisch Berglauf |

### Siege bei Skimarathon-Rennen
- 2015 Toblach–Cortina, 30 km klassisch

## Teilnahmen an Weltmeisterschaften und Olympischen Winterspielen

### Olympische Spiele
- 2014 Sotschi: 36. Platz 15 km klassisch

### Nordische Skiweltmeisterschaften
- 2013 Val di Fiemme: 38. Platz 50 km klassisch Massenstart
- 2015 Falun: 23. Platz 50 km klassisch Massenstart